# JinSoul (сингл)
JinSoul — седьмой сингл-альбом южнокорейской гёрл-группы LOOΠΔ седьмой представленой участницы ДжинСоль, и седьмая часть пре-дебютного проекта группы. Сингл был выпущен компанией Blockberry Creative 26 июня и физически 28 июня 2017 года. Он содержит два трека, соло ДжинСоль «Singing in the Rain» и дуэт с Ким Лип под названием «Love Letter». Было выпущено 9 июля 2017 года, версия «Singing in the Rain» с участием ХиЧжин. У ремикса есть сопровождающее музыкальное видео, которое было выпущено через V Live.

## Трек-лист
| №                   | Название                                 | Текст песни                                    | Музыка | Arrangement                        | Длительность |
| ------------------- | ---------------------------------------- | ---------------------------------------------- | --- | ---------------------------------- | ------------ |
| 1.                  | «Singing in the Rain» (JinSoul solo)     | Park Ji-yeon, Hwang Hyeon (MonoTree)           | Daniel Caesar & Ludwig Lindell (Caesar & Loui), Nils Pontus Petersson, Karl Oskar-Julius Gummesson (Cage) | Karl Oskar-Julius Gummesson (Cage) | 3:33         |
| 2.                  | «Love Letter» (Kim Lip and JinSoul duet) | Shin Agnes (MonoTree), Park Ji-yeon (MonoTree) | NOPARI (MonoTree), Lee Ju Hyeong                                                                          | NOPARI (MonoTree)                  | 3:10         |
| Общая длительность: | Общая длительность:                      | Общая длительность:                            | Общая длительность:                                                                                       | Общая длительность:                | 6:43         |

## Чарты
| Чарты                                | Пиковые позиции | Продажи       |
| ------------------------------------ | --------------- | ------------- |
| South Korea Gaon Weekly Album Chart  | 18              | - KOR: 3,654+ |
| South Korea Gaon Monthly Album Chart | 56              | - KOR: 3,654+ |